# Regra do produto
Em matemática, a regra do produto, também designada por "lei de Leibniz", é uma regra que permite a diferenciação de produtos de funções diferenciáveis. Esta regra diz que a derivada de um produto de duas funções é a primeira função vezes a derivada da segunda função mais a segunda função vezes a derivada da primeira função.
Formalmente, a regra pode ser apresentada da seguinte maneira: sejam f e g duas funções diferenciáveis. Então,
| Em linguagem matemática | Em português |
| --- | --- |
| {\displaystyle (fg)'=f'g+fg'} | A derivada do produto de f por g é igual à soma de dois produtos: 1) a derivada de f vezes a função g e 2) a derivada de g vezes a função f |
| Ou, o que é a mesma coisa, {\displaystyle {d \over dx}\left[f(x)g(x)\right]=g(x){{d \over dx}\left[f(x)\right]}+f(x){{d \over dx}\left[g(x)\right]}} | A derivada do produto de f por g é igual à soma de dois produtos: 1) a derivada de f vezes a função g e 2) a derivada de g vezes a função f |

ou, segundo a notação de Leibniz:
{\displaystyle {d \over dx}(uv)=u{dv \over dx}+v{du \over dx}.}
A derivada do produto de três variáveis, por sua vez, é, ainda na notação de Leibniz:
{\displaystyle {\dfrac {d}{dx}}(u\cdot v\cdot w)={\dfrac {du}{dx}}\cdot v\cdot w+{\dfrac {dv}{dx}}\cdot u\cdot w+{\dfrac {dw}{dx}}\cdot u\cdot v}

## Demonstração simplificada, e ilustrada geometricamente

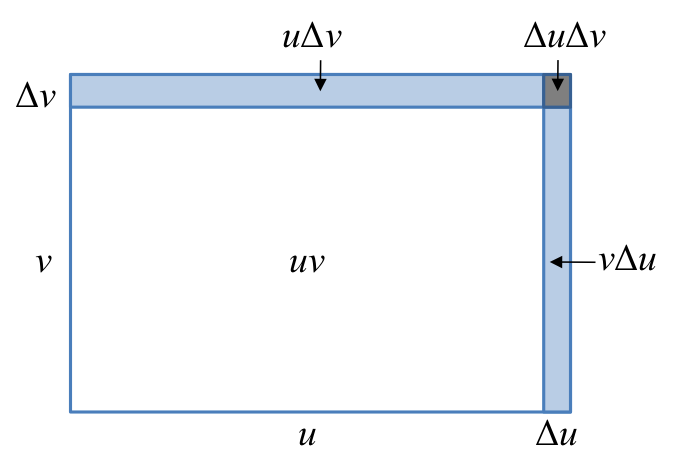
Figura 1. Ilustração geométrica da régra do produto.

## Demonstração simplificada, e ilustrada geometricamente[2]
Sejam {\displaystyle f} e {\displaystyle g} duas funções diferenciáveis de {\displaystyle x}. Definindo {\displaystyle u=f(x)}  e  {\displaystyle v=g(x)}, a área {\displaystyle uv} do retângulo (ver Figura 1) é representada por {\displaystyle f(x)g(x)}. 
se {\displaystyle x} varia por {\displaystyle \Delta x}, as variações correspondentes em {\displaystyle u} e {\displaystyle v} são designadas por {\displaystyle \Delta u} e {\displaystyle \Delta v}. 
A variação da área do retângulo é então:
{\displaystyle {\begin{aligned}\Delta (uv)&=(u+\Delta u)(v+\Delta v)-uv\\&=(\Delta u)v+u(\Delta v)+(\Delta u)(\Delta v),\end{aligned}}}
isto é, a soma das três áreas sombreadas na Figura 1.
Dividindo por {\displaystyle \Delta x} :
{\displaystyle {\frac {\Delta (uv)}{\Delta x}}=\left({\frac {\Delta u}{\Delta x}}\right)v+u\left({\frac {\Delta v}{\Delta x}}\right)+\left({\frac {\Delta u}{\Delta x}}\right)\left({\frac {\Delta v}{\Delta x}}\right)\Delta x.}
E tomando o limite {\displaystyle \Delta x\rightarrow 0}, obtém-se:
{\displaystyle {\frac {\mathrm {d} }{\mathrm {d} x}}(uv)=\left({\frac {\mathrm {d} u}{\mathrm {d} x}}\right)v+u\left({\frac {\mathrm {d} v}{\mathrm {d} x}}\right).}

## Exemplo
Seja uma função {\displaystyle h(x)=xe^{x}}. Note que esta função é na verdade o produto de duas funções, que podemos chamar de f e g, sendo f(x)=x e {\displaystyle g(x)=e^{x}}. Para derivar h(x), utilizamos a regra do produto:
{\displaystyle {d \over dx}\left[f(x)g(x)\right]=g(x)\cdot {{d \over dx}\left[f(x)\right]}+f(x)\cdot {{d \over dx}\left[g(x)\right]}=}
Substituindo f(x) por x, g(x) por e {\displaystyle e^{x}}, a derivada de g(x) por {\displaystyle e^{x}} (pois a derivada de {\displaystyle e^{x}} é {\displaystyle e^{x}}) e a derivada de f(x) por 1, teremos:
{\displaystyle ={d \over dx}\left[f(x)g(x)\right]=e^{x}\cdot 1+x\cdot e^{x}=(x+1)e^{x}}